# Ливан на Олимпийских играх
Ливан впервые принял участие в Олимпийских играх в 1948 году. С тех пор Ливан принимал участие во всех Олимпийских играх, кроме летних Игр 1956 года и зимних Игр 1994 и 1998 годов. В 1956 году Ливан бойкотировал Олимпийские игры в знак протеста против участия Великобритании и Франции в Суэцкой войне.
Национальный олимпийский комитет Ливана был создан в 1947 году и признан Международным олимпийским комитетом в 1948 году. Организацию ливанского участия в Олимпийских играх возглавлял Габриэль Жмайель, он же и стал первым президентом НОК.
Ливанские спортсмены завоевали в общей сложности четыре медали: три в греко-римской борьбе и одну в тяжёлой атлетике. Последний раз они выиграли медаль в 1980 году на Играх в Москве.

## Медалисты
| Медаль  | Имя               | Игры           | Вид спорта           |
| ------- | ----------------- | -------------- | -------------------- |
| Серебро | Закария Шихаб     | Хельсинки 1952 | Греко-римская борьба |
| Бронза  | Халил Таха        | Хельсинки 1952 | Греко-римская борьба |
| Серебро | Мохамед Тарабулси | Мюнхен 1972    | Тяжёлая атлетика     |
| Бронза  | Хасан Бишара      | Москва 1980    | Греко-римская борьба |

## Таблицы медалей

### Медали на летних Олимпийских играх
| Игры           | Золото | Серебро | Бронза | Всего |
| -------------- | ------ | ------- | ------ | ----- |
| 1952 Хельсинки | 0      | 1       | 1      | 2     |
| 1972 Мюнхен    | 0      | 1       | 0      | 1     |
| 1980 Москва    | 0      | 0       | 1      | 1     |
| Итого          | 0      | 2       | 2      | 4     |

### Медали по летним видам спорта
| Виды спорта          | Золото | Серебро | Бронза | Всего |
| -------------------- | ------ | ------- | ------ | ----- |
| Греко-римская борьба | 0      | 1       | 2      | 3     |
| Тяжёлая атлетика     | 0      | 1       | 0      | 1     |
| Итого                | 0      | 2       | 2      | 4     |